# لئونید فدون
لئونید فدون (روسی: Леонид Арнольдович Федун؛ زادهٔ ۵ آوریل ۱۹۵۶) کارآفرین و سرمایه‌دار اهل روسیه است، که از سهامداران شرکت نفتی لوک اویل و مالک باشگاه فوتبال اسپارتاک مسکو بشمار می‌آید.